# Opération Synytsia

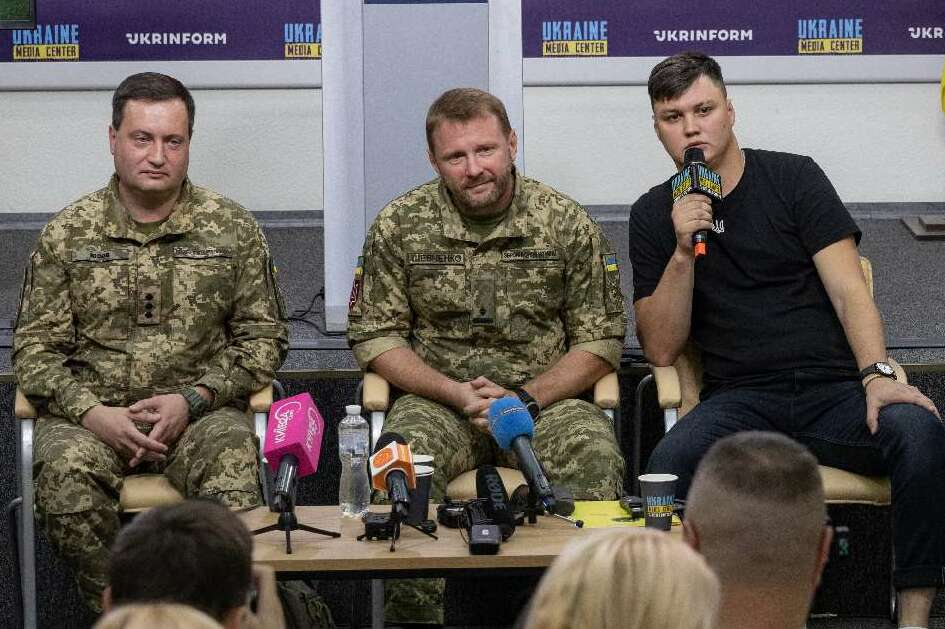
Kouzminov (à droite) avec des officiers du renseignement militaire ukrainien

L’opération Synytsia (ukrainien : Операція « Синиця », en français : opération « Mésange ») est une opération entreprise par la Direction générale du renseignement de la défense ukrainien (GUR). L'opération se concrétise le 9 août 2023, lorsqu'un hélicoptère militaire russe atterrit en Ukraine, après que le pilote, Maxime Kouzminov, a volontairement déserté et a rejoint, avec son équipage, le camp de l'Ukraine lors de l'invasion russe du pays.
Le 5 septembre 2023, le représentant des services de renseignement ukrainiens Andriy Ioussov annonce que Maxime Kouzminov recevra une récompense, des garanties de sécurité pour lui-même et sa famille ainsi que de nouveaux documents d'identité, conformément à la législation ukrainienne.
Maxime Kouzminov est retrouvé mort le 19 février 2024 dans un parking à La Vila Joiosa, abattu de plusieurs balles.

## Parcours de Maxime Kouzminov avant l'opération
Maxime Kouzminov naît le 19 juin 1995. Il est diplômé de l'École supérieure de pilotage de l'aviation militaire de Syzran. À partir de 2020, il sert comme pilote-navigateur au sein du 319e régiment séparé d'hélicoptères (unité 13984). En février 2022, Kouzminov travaille dans la région de l'Amour et décide de se renseigner sur la situation en Ukraine. Selon ses propres termes, il « commence à feuilleter des manuels scolaires et à regarder des blogueurs ». Il lui faut environ six mois pour étudier l'histoire des relations entre la Russie et l'Ukraine. Maxime Kouzminov impute clairement à la Russie le déclenchement de la guerre russo-ukrainienne. Il doit cependant continuer à travailler dans l'armée : en octobre 2022, il sert pour la première fois dans les territoires occupés de l'Ukraine — à Marioupol, puis à Berdiansk. Comme il le dit dans une interview, tout son travail consiste à transporter des marchandises ou des personnes. Selon lui, il est presque impossible d'arrêter ; les pilotes qui veulent démissionner sont menacés d'être envoyés au front comme fantassins.
Maxime Kouzminov affirme que ses parents le soutiennent dans sa décision de faire défection.

## Déroulement de l'opération
Maxime Kouzminov contacte donc les services de renseignement ukrainiens et prépare avec eux un plan d'évasion,.

« J'ai contacté des représentants des services de renseignement ukrainiens. Je leur ai expliqué ma situation. Ils m'ont proposé cette option : nous vous garantissons votre sécurité, de nouveaux documents, et une compensation monétaire. Nous avons discuté de tous ces détails et avons commencé à planifier mon vol. »

L'opération dure plus de six mois et aboutit au vol du 9 août 2023, en direction du territoire sous contrôle ukrainien, avec l'hélicoptère Mi-8AMTSh portant le numéro de queue 62. L'hélicoptère est censé transporter du matériel et des pièces de rechange pour les chasseurs Su-27, Su-30SM et Su-35 entre deux bases aériennes russes, mais atterrit dans l'oblast de Kharkiv.

« Je n'ai pas seulement volé un hélicoptère, je l'ai officiellement piloté d'un point A à un point B le long d'un itinéraire convenu à l'avance. Le 9 août à 16 h 30, il a décollé de l'aérodrome de Koursk vers la région de Kharkiv, à environ 20 kilomètres de la frontière. De plus, dans la zone de la colonie de Chebekino, j'ai volé à une altitude extrêmement basse de 5 à 10 mètres en mode silence radio. En traversant la frontière, ils ont commencé à me tirer dessus. Je ne peux pas dire avec certitude qui l'a dirigé, mais je suppose que c'était la partie russe. J'ai été blessé à la jambe par des tirs d'armes légères. Ensuite, j'ai volé à environ 20 kilomètres et j'ai atterri à l'endroit indiqué. »

Selon Kouzminov, les deux autres membres de l'équipage (le lieutenant Nikita Kiryanov et Toursounov Khoushbakht ) ne savent pas vers où ils volent réellement. Selon le pilote, ils commencent à devenir nerveux et à se comporter de manière agressive, mais Kouzminov les convainc de ne pas le tuer car ils ne savent pas comment contrôler l'hélicoptère. Kouzminov tente de les convaincre de se rendre.
Après l'atterrissage, les deux membres d'équipage courent depuis l'hélicoptère vers la frontière avec la Russie. « Leur sort ultérieur m'est inconnu. Mais comme le montrent les médias, ils pourraient avoir été liquidés », déclare Kouzminov. Le représentant des renseignements ukrainiens Andriy Yousov (uk) affirme qu'en plus de l'hélicoptère fabriqué en 2016 et de l'équipement, les forces armées ukrainiennes ont reçu des « informations inestimables » sur l'aviation russe.

## Couverture médiatique et conséquence

### Récompenses accordées au pilote
Le 5 septembre, la Direction principale du renseignement du ministère ukrainien de la Défense tient une conférence de presse sur les détails de l'opération spéciale visant à détourner un hélicoptère russe. Les participants à la conférence déclarent que le pilote d'hélicoptère Maxime Kouzminov recevra, conformément à la législation ukrainienne, une récompense monétaire en hryvnias équivalente à 500 000 $, des garanties de sécurité pour lui et sa famille et de nouveaux papiers d'identité ukrainiens,. D'après les déclarations des services de renseignement ukrainiens, les parents de Kouzminov sont également aidés à quitter le territoire russe pour rejoindre l'Ukraine. Des rumeurs indiquent l'intention de Kouzminov de rejoindre l'aviation ukrainienne.
Kouzminov déclare, en contradiction avec la propagande russe sur la guerre russo-ukrainienne, qu'il n'y a pas de nazis ou de fascistes en Ukraine, et dénonce le « génocide du peuple ukrainien »,.
Kouzminov décide finalement de s'installer en Espagne et demande à sa petite amie de l'y rejoindre, sans que les raisons de son départ pour l'Espagne soient établies.

### Récit de la défection
Le 23 août, quelques heures avant l'annonce ukrainienne du détournement d'un hélicoptère, la chaîne Telegram Fighterbomber, proche du ministère russe de la Défense, commence à évoquer un pilote perdu qui, pour raisons inconnues, a atterri en territoire contrôle par l'Ukraine. Le chef de la Direction principale du renseignement, Kyrylo Boudanov, déclare que les services spéciaux ont réussi à convaincre le pilote russe de se rendre en Ukraine.
Le 4 septembre, la Direction principale du renseignement publie un film documentaire, intitulé Down Russian Pilots, dans lequel plus de détails sur l'opération sont révélés, l'identité du pilote est révélée et le nom de code de l'opération est « Parus »,. Le film évoque également des parallèles avec l'opération Diamond, menée par le Mossad israélien en 1966, persuadant un pilote irakien de voler un MiG-21, alors l'avion soviétique le plus moderne.
Le 5 septembre, la Direction principale du renseignement du ministère ukrainien de la Défense tient une conférence de presse visant à révéler les détails de l'opération spéciale et du détournement de l'hélicoptère.
Kyrylo Boudanov affirme qu'une telle opération menée par son département est « la première réussie dans toute l'histoire de l'Ukraine ».
Il confirme également la mort des deux autres membres d'équipage de l'appareil : « Nous avons pu trouver la bonne approche pour le pilote, déplacer toute sa famille (hors de Russie) de manière inaperçue et créer les conditions qui lui ont permis de déplacer cet avion avec l'équipage sans qu'ils sachent ce qui se passait. Après avoir réalisé où ils avaient atterri, ils ont tenté de s'enfuir. Malheureusement, ils ont été tués. Ce serait mieux si nous [avions pu] les [capturer] vivants, mais c'est comme ça. »,.